# 막심 그루세
막심 그루세(프랑스어: Maxime Grousset, 1999년 4월 24일~)는 프랑스의 수영 선수로 주 종목은 접영과 자유형이다. 2024년 하계 올림픽에서 혼계영 400m 종목 동메달을 획득했고 세계 선수권 대회에서 금메달 2개, 은메달 1개, 동메달 4개를 획득했다.